# مؤامرة بونكالك

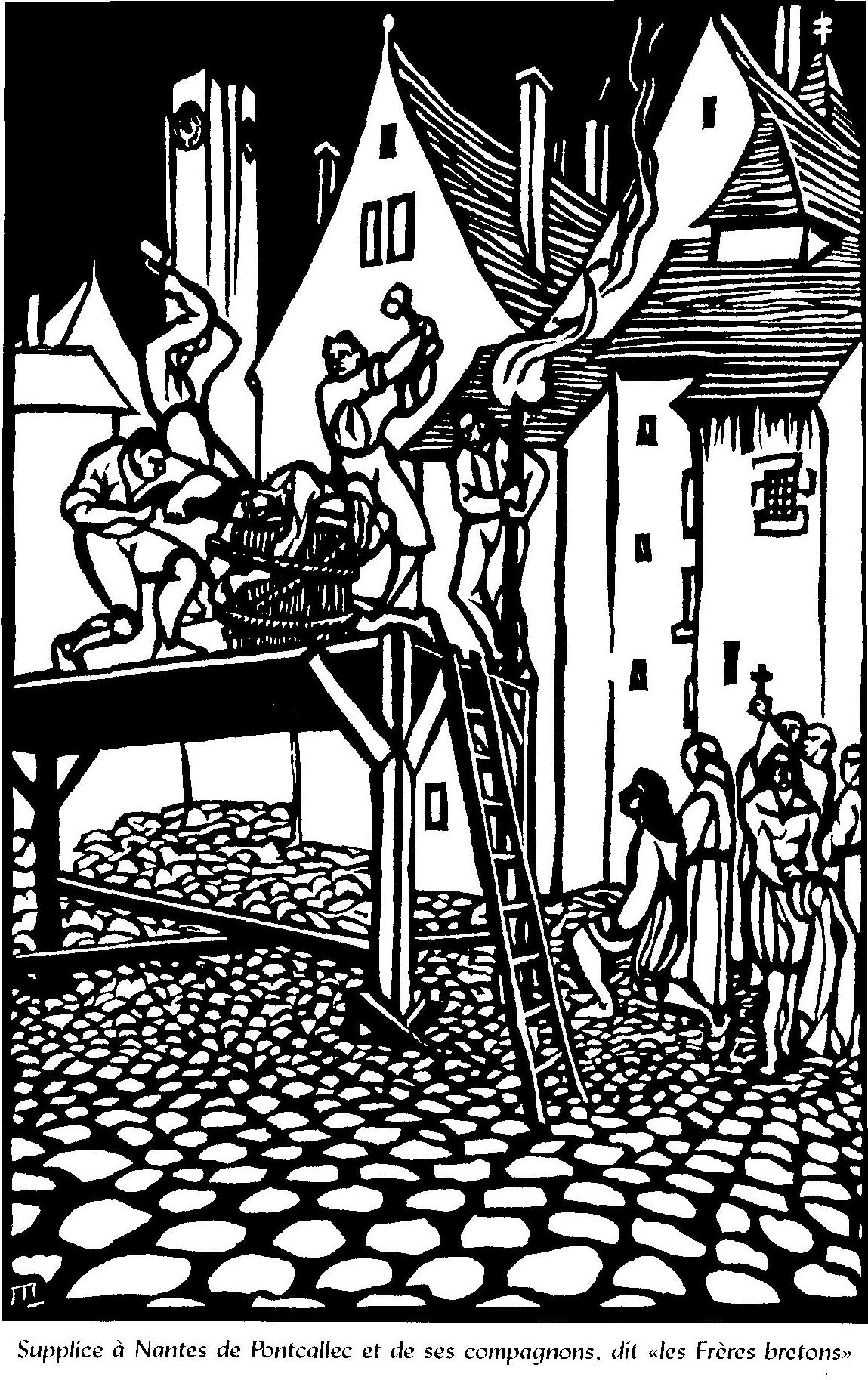

كانت مؤامرة بونكالك (بالفرنسية: Conspiration de Pontcallec) تمردًا نشأ عن حركة مناهضة للضرائب في بروتاني بين عامي 1718 و1720. كان هذا في بداية الوصاية على العرش، عندما كانت فرنسا تحت وصاية فيليب الثاني دوق أورليان خلال طفولة لويس الخامس عشر. بقيادة فصيل صغير من نبل بروتاني، حافظت المؤامرة على روابط مع مؤامرة تشلاماري غير واضحة المعالم للإطاحة بالوصي لصالح فيليب الخامس من إسبانيا، الذي كان عم لويس الخامس عشر. فشلت هذه المؤامرة نظرًا لسوء تنظيمها، وقُطعت رؤوس أربعة من قادتها في نانت. كانت أهداف المتآمرين محل نزاع. صُوّرت في القرن التاسع عشر وأوائل القرن العشرين على أنها انتفاضة وحركة استقلال بروتاني. في حين يرى المعلقون المعاصرون أن أهدافها لم تكن واضحة.

## الخلفية
في عام 1715، بعد وفاة لويس الرابع عشر، كانت فرنسا مثقلة بالديون بعد سنوات عديدة من الحرب. بعد الشعور بأن الضرائب لم تكن منصفة، اجتمع مجلس طبقات مقاطعات بروتاني في سانت بريوك ورفضت تقديم اعتمادات جديدة للدولة الفرنسية. أرسلت الدولة ثلاثة مبعوثين إلى باريس لشرح موقفها إلى الوصي. ومع ذلك، رد الوصي بإرسال بيير دي مونتيسكيو ديرتانيان إلى بروتاني كممثل للملك. قرر مونتيسكيو رفع الضرائب بالقوة.
قرر الوصي إعادة انعقاد المقاطعات. في 6 يونيو 1718، تجمعوا في دينان. كان النبلاء يسيطرون عليها، وكان تكوينها مختلف تمامًا عن بقية فرنسا، واعتُبر نسبة كبيرة من السكان على أنهم «نبلاء خاملون». سمح هذا المفهوم بوضع حالة النبل، وما يترتب على ذلك من حقوق وإعفاءات سياسية، حتى بين الفقراء إذا استطاعوا إثبات أصل نبيل. في بعض المناطق كانت الأغلبية الساحقة من «النبلاء» يعيشون في فقر. قاومت الدول الترتيبات الضريبية الجديدة التي هددت النبلاء الأكثر فقراً. 
وفي الوقت نفسه، أنشئت روابط بين فيليب الخامس ملك إسبانيا ودوق ودوقة ماين، الذين كانوا يتآمرون للإطاحة بالوصي والتي وُعد بها بالأصل في عهد لويس الرابع عشر دوقات ماين وأورليان معًا. كان كونت تولوز لويس ألكسندر دي بوربون، الذي كان دوق بينتينفر أيضًا، وأرستقراطي بريتون، على اتصال مع دوق ماين.

## المؤامرة
في 26 أغسطس 1718، منع حُكم دوق ماين من الاستفادة من الامتيازات التي منحها لويس الرابع عشر في وصيته، ما أعطاه حافزًا قويًا للإطاحة بالوصاية. تكشفت الأحداث بسرعة؛ انتشرت الشائعات في بروتاني أن دوق ماين أراد تجنيد القوات. وفي نفس الوقت، وُضع «قانون الاتحاد»، وهو قائمة المظالم المحلية، ووقع عليه عدة مئات من النبلاء البريتونيين. في سبتمبر، التقى كونت نويان، أحد مؤلفيه، بماركيز دي بونكالك (1670-1720)، وهو فرد من أسرة معروفة ومالك لقلعة قوية بالقرب من فان. أمل بونكالك، بالتضامن مع مجموعة من الراديكاليين، في تنظيم تمرد. بدأ تجنيد الدعم بين المزارعين من الطبقة المتوسطة والمهربين المحليين، وهم العملاء التقليديون لنبلاء بروتاني. عندما اندلعت حرب التحالف الرباعي بين إسبانيا وفرنسا، أرسل فصيل بونكالك مبعوث بريتون إلى الوزير الإسباني جوليو ألبيروني.
في 29 ديسمبر 1718، قُبض على دوق ودوقة ماين. تابع بونكالك خططه واستمر في التجنيد، بينما انضم إليه أرستقراطيون آخرون. مُهَدَدًا بالقبض عليه بتهمة التهريب، أمر بعقد اجتماع عام في كويستيمبيرت حضره 200 من أنصاره. ومع ذلك، لم تبذل أي محاولة لاعتقاله وتفرقت المجموعة. مع ذلك، فقد لوحظ هذا الحشد، وأبلغ الوصي في يوليو.
في غضون ذلك، عرض الإسبان دعمهم للإطاحة بالوصي وتنصيب فيليب الخامس أو دوق ماين مكانه. لم يُخطط لأي من هذا في الأساس إلا أن بونكالك قبل به. في 15 أغسطس، أجبرت مجموعة من الفلاحين بقيادة روهان من بولدو مجموعة من الجنود الملكيين الذين أرسلوا لفرض تحصيل الضرائب على التراجع. في سبتمبر، دخل بيير دي مونتيسكيو رين على رأس جيش قوامه 15000 رجل. قُبض على أحد المتآمرين في نانت واعترف بكل شيء، ولجأ أنصار بونكالك إلى قلعته. مع ذلك فقد فشل بونكالك في تنظيم دفاعاته واستجاب 12 شخصًا فقط لدعوته للمساعدة. في 3 أكتوبر، أنشأ الوصي مجلس عدل لمحاكمة المتآمرين.
أرسلت إسبانيا ثلاث بارجات تضم قوات إيرلندية إلى بروتاني. عندما هبطت السفينة الأولى، أصبح من الواضح أن 2000 جندي لن يكونوا قادرين على الصمود في وجه الجيش الملكي الذي يبلغ قوامه 15 ألف جندي دون دعم. عادت القوات أدراجها وفر بعض المتآمرين معهم. عُزل بونكالك بالكامل، وتعرض للخيانة واعتقل فيما بعد في 28 ديسمبر 1719. واعتقل أيضًا 70 مشاركًا آخر.

## المحاكمة
جرت المحاكمة في نانت. اعترفت دوقة ماين بوجود مؤامرة ضد الوصي، والذي كان من المفترض الإطاحة به من خلال التحريض على الثورة في باريس وبروتاني وذلك بمساعدة الإسبان. تمكن الوصي، فيليب الثاني، دوق أورليان، إلى جانب ويليام دوبوا، والممول جون لو، من تحديد 23 متهمًا رئيسيًا. فر 16 منهم واتهموا غيابيًا، وكان 7 آخرون رهن الاحتجاز (بونكالك، مونتلويس، سالاغان، تالويت، دو كويديك، كورجان، آيور دو كيرانج). ثبتت إدانة 20 من المتآمرين وأدين أربعة من السبعة في المحكمة بالإعدام: بونكالك، مونتلويس، تالويت ودو كويديك. وأدين 16 آخرون غيابيًا. قُطعت رؤوس الرجال الأربعة في نفس اليوم، في بلاس دو بوفيه في نانت.
صُدم معاصرو الحكم من قسوته، وذلك لأن التمرد لم يبلغ حجمًا كبيرًا. واعتبرت تكلفة العملية برمتها مبالغ بها. ومع ذلك، وبعد ذلك بوقت قصير، طغت الأزمة الاقتصادية الناجمة عن انهيار نظام جون لو المالي على مثل هذه المخاوف. بعد الإعدام، توقف القمع وانسحبت الحكومة من مطالبها الضريبية، واستعيدت الأموال والممتلكات المُصادرة. سُمح للمتآمرين المنفيين بالعودة إلى فرنسا بعد عشر سنوات.